# Episodi di Make Room for Daddy (terza stagione)
La terza stagione della serie televisiva Make Room for Daddy (The Danny Thomas Show dalla quinta stagione) è andata in onda negli Stati Uniti dal 13 settembre 1955 al 17 aprile 1956 sulla ABC.
| nº | Titolo originale                 | Prima TV USA      |
| -- | -------------------------------- | ----------------- |
| 1  | Davy Crockett                    | 13 settembre 1955 |
| 2  | Little League                    | 20 settembre 1955 |
| 3  | Margaret Goes Home to Mother     | 27 settembre 1955 |
| 4  | Love Thy Neighbor                | 4 ottobre 1955    |
| 5  | Rusty Gets a Job                 | 11 ottobre 1955   |
| 6  | Big Shot                         | 18 ottobre 1955   |
| 7  | Danny's Palladium Offer          | 25 ottobre 1955   |
| 8  | The London Palladium             | 1º novembre 1955  |
| 9  | Sonnets from the Lebanese        | 11 novembre 1955  |
| 10 | High Society                     | 15 novembre 1955  |
| 11 | The Smugglers                    | 22 novembre 1955  |
| 12 | Danny's Old Girlfriend           | 29 novembre 1955  |
| 13 | Louise's Surprise Party          | 6 dicembre 1955   |
| 14 | Mr. Williams Goes Legit          | 13 dicembre 1955  |
| 15 | Danny Strikes Oil                | 20 dicembre 1955  |
| 16 | Terry's Party                    | 27 dicembre 1955  |
| 17 | The Songwriter                   | 17 gennaio 1956   |
| 18 | Star of the Family               | 24 gennaio 1956   |
| 19 | Margaret's Cousin                | 31 gennaio 1956   |
| 20 | Like Father, Like Son            | 7 febbraio 1956   |
| 21 | Wyatt Earp Visits the Williamses | 14 febbraio 1956  |
| 22 | Who Can Figure Kids?             | 21 febbraio 1956  |
| 23 | Terry and the Sorority           | 28 febbraio 1956  |
| 24 | Danny and Jesse Split            | 6 marzo 1956      |
| 25 | Terry Has a Date                 | 13 marzo 1956     |
| 26 | Don't Yell at Your Children      | 20 marzo 1956     |
| 27 | Coats and Boats                  | 27 marzo 1956     |
| 28 | We're Going to Chicago           | 3 aprile 1956     |
| 29 | Danny Goes on USO Tour           | 10 aprile 1956    |
| 30 | Danny's Birthday                 | 17 aprile 1956    |

## Davy Crockett
- Prima televisiva: 13 settembre 1955
- Diretto da:
- Scritto da:

### Trama
- Interpreti: Jean Hagen (Margaret Williams), Rusty Hamer (Rusty Williams), Sherry Jackson (Terry Williams), Danny Thomas (Danny Williams)

## Little League
- Prima televisiva: 20 settembre 1955
- Diretto da:
- Scritto da:

### Trama
- Interpreti: Danny Thomas (Danny Williams), Jean Hagen (Margaret Williams), Sherry Jackson (Terry Williams), Rusty Hamer (Rusty Williams), Bill Baldwin (2nd Baseball Coach), John Hubbard (1st Baseball Coach), Herb Vigran (3rd Baseball Coach), The Giants (loro stessi - Little League Team)

## Margaret Goes Home to Mother
- Prima televisiva: 27 settembre 1955
- Diretto da:
- Scritto da:

### Trama
- Interpreti: Nana Bryant (Mother), Jean Hagen (Margaret Williams), Rusty Hamer (Rusty Williams), Sherry Jackson (Terry Williams), Danny Thomas (Danny Williams)

## Love Thy Neighbor
- Prima televisiva: 4 ottobre 1955
- Diretto da:
- Scritto da:

### Trama
- Interpreti: Virginia Gregg, Jean Hagen (Margaret Williams), Rusty Hamer (Rusty Williams), Sherry Jackson (Terry Williams), Danny Thomas (Danny Williams)

## Rusty Gets a Job
- Prima televisiva: 11 ottobre 1955
- Diretto da:
- Scritto da:

### Trama
- Interpreti: Jean Hagen (Margaret Williams), Rusty Hamer (Rusty Williams), Sherry Jackson (Terry Williams), Danny Thomas (Danny Williams)

## Big Shot
- Prima televisiva: 18 ottobre 1955
- Diretto da:
- Scritto da:

### Trama
- Interpreti: Jean Hagen (Margaret Williams), Rusty Hamer (Rusty Williams), Sherry Jackson (Terry Williams), Danny Thomas (Danny Williams)

## Danny's Palladium Offer
- Prima televisiva: 25 ottobre 1955
- Diretto da:
- Scritto da:

### Trama
- Interpreti: Jean Hagen (Margaret Williams), Rusty Hamer (Rusty Williams), Sherry Jackson (Terry Williams), Danny Thomas (Danny Williams)

## The London Palladium
- Prima televisiva: 1º novembre 1955
- Diretto da:
- Scritto da:

### Trama
- Interpreti: Jean Hagen (Margaret Williams), Rusty Hamer (Rusty Williams), Sherry Jackson (Terry Williams), Danny Thomas (Danny Williams)

## Sonnets from the Lebanese
- Prima televisiva: 11 novembre 1955
- Diretto da:
- Scritto da:

### Trama
- Interpreti: Hans Conried (zio Tonoose), Jean Hagen (Margaret Williams), Rusty Hamer (Rusty Williams), Sherry Jackson (Terry Williams), Danny Thomas (Danny Williams)

## High Society
- Prima televisiva: 15 novembre 1955
- Diretto da:
- Scritto da:

### Trama
- Interpreti: Jean Hagen (Margaret Williams), Rusty Hamer (Rusty Williams), Sherry Jackson (Terry Williams), Danny Thomas (Danny Williams)

## The Smugglers
- Prima televisiva: 22 novembre 1955
- Diretto da:
- Scritto da:

### Trama
- Interpreti: Jean Hagen (Margaret Williams), Rusty Hamer (Rusty Williams), Sherry Jackson (Terry Williams), Danny Thomas (Danny Williams)

## Danny's Old Girlfriend
- Prima televisiva: 29 novembre 1955
- Diretto da:
- Scritto da:

### Trama
- Interpreti: Jean Hagen (Margaret Williams), Rusty Hamer (Rusty Williams), Sherry Jackson (Terry Williams), Danny Thomas (Danny Williams)

## Louise's Surprise Party
- Prima televisiva: 6 dicembre 1955
- Diretto da:
- Scritto da:

### Trama
- Interpreti: Jean Hagen (Margaret Williams), Rusty Hamer (Rusty Williams), Sherry Jackson (Terry Williams), Amanda Randolph (Louise), Danny Thomas (Danny Williams)

## Mr. Williams Goes Legit
- Prima televisiva: 13 dicembre 1955
- Diretto da:
- Scritto da:

### Trama
- Interpreti: Jean Hagen (Margaret Williams), Rusty Hamer (Rusty Williams), Sherry Jackson (Terry Williams), Danny Thomas (Danny Williams)

## Danny Strikes Oil
- Prima televisiva: 20 dicembre 1955
- Diretto da:
- Scritto da:

### Trama
- Interpreti: Stanley Adams (Mathias J. Anderson), Jean Hagen (Margaret Williams), Rusty Hamer (Rusty Williams), Sherry Jackson (Terry Williams), Tom Jacobs (Band Leader), Danny Thomas (Danny Williams)

## Terry's Party
- Prima televisiva: 27 dicembre 1955
- Diretto da:
- Scritto da:

### Trama
- Interpreti: Lee Erickson (Friend at Party), Auriela Galli (Friend at Party), Jean Hagen (Margaret Williams), Rusty Hamer (Rusty Williams), Sherry Jackson (Terry Williams), B.G. Norman (Friend at Party), Danny Richards Jr. (Friend at Party), Mary Jane Saunders (Friend at Party), Danny Thomas (Danny Williams)

## The Songwriter
- Prima televisiva: 17 gennaio 1956
- Diretto da:
- Scritto da:

### Trama
- Interpreti: Jean Hagen (Margaret Williams), Rusty Hamer (Rusty Williams), Sherry Jackson (Terry Williams), Danny Thomas (Danny Williams)

## Star of the Family
- Prima televisiva: 24 gennaio 1956
- Diretto da:
- Scritto da:

### Trama
- Interpreti: Jean Hagen (Margaret Williams), Rusty Hamer (Rusty Williams), Sherry Jackson (Terry Williams), Danny Thomas (Danny Williams)

## Margaret's Cousin
- Prima televisiva: 31 gennaio 1956
- Diretto da:
- Scritto da:

### Trama
- Interpreti: Hans Conried (Cousin Carl), Jean Hagen (Margaret Williams), Rusty Hamer (Rusty Williams), Sherry Jackson (Terry Williams), Danny Thomas (Danny Williams)

## Like Father, Like Son
- Prima televisiva: 7 febbraio 1956
- Diretto da:
- Scritto da:

### Trama
- Interpreti: Jean Hagen (Margaret Williams), Rusty Hamer (Rusty Williams), Sherry Jackson (Terry Williams), Danny Thomas (Danny Williams)

## Wyatt Earp Visits the Williamses
- Prima televisiva: 14 febbraio 1956
- Diretto da:
- Scritto da:

### Trama
- Interpreti: Danny Thomas (Danny Williams), Hugh O'Brian (Hugh O'Brian), Jean Hagen (Margaret Williams), Sherry Jackson (Terry Williams), Rusty Hamer (Rusty Williams), Johnny Crawford (amico di Rusty), Paul Engle (amico di Rusty), Jerry Hartleben (amico di Rusty)

## Who Can Figure Kids?
- Prima televisiva: 21 febbraio 1956
- Diretto da:
- Scritto da:

### Trama
- Interpreti: Wally Brown (Frank Martin), Jean Hagen (Margaret Williams), Rusty Hamer (Rusty Williams), Sherry Jackson (Terry Williams), Diane Jergens (Ellen King), Arte Johnson (Bob Martin), Danny Thomas (Danny Williams)

## Terry and the Sorority
- Prima televisiva: 28 febbraio 1956
- Diretto da:
- Scritto da:

### Trama
- Interpreti: Hans Conried (zio Tonoose), Jean Hagen (Margaret Williams), Rusty Hamer (Rusty Williams), Sherry Jackson (Terry Williams), Susan Seaforth Hayes, Danny Thomas (Danny Williams)

## Danny and Jesse Split
- Prima televisiva: 6 marzo 1956
- Diretto da:
- Scritto da:

### Trama
- Interpreti: Jean Hagen (Margaret Williams), Rusty Hamer (Rusty Williams), Sherry Jackson (Terry Williams), Danny Thomas (Danny Williams)

## Terry Has a Date
- Prima televisiva: 13 marzo 1956
- Diretto da:
- Scritto da:

### Trama
- Interpreti: Richard Beymer (The Boyfriend), Jean Hagen (Margaret Williams), Rusty Hamer (Rusty Williams), Sherry Jackson (Terry Williams), Dean Martin (se stesso), Danny Thomas (Danny Williams)

## Don't Yell at Your Children
- Prima televisiva: 20 marzo 1956
- Diretto da:
- Scritto da:

### Trama
- Interpreti: Danny Thomas (Danny Williams), Jean Hagen (Margaret Williams), Sherry Jackson (Terry Williams), Rusty Hamer (Rusty Williams)

## Coats and Boats
- Prima televisiva: 27 marzo 1956
- Diretto da:
- Scritto da:

### Trama
- Interpreti: Jean Hagen (Margaret Williams), Rusty Hamer (Rusty Williams), Sherry Jackson (Terry Williams), Walter Woolf King (Drama Teacher), Danny Thomas (Danny Williams)

## We're Going to Chicago
- Prima televisiva: 3 aprile 1956
- Diretto da:
- Scritto da:

### Trama
- Interpreti: Jean Hagen (Margaret Williams), Rusty Hamer (Rusty Williams), Sherry Jackson (Terry Williams), Amanda Randolph (Louise), Danny Thomas (Danny Williams)

## Danny Goes on USO Tour
- Prima televisiva: 10 aprile 1956
- Diretto da:
- Scritto da:

### Trama
- Interpreti: Mabel Albertson (Mrs. Ilene Ruby), Eddie Garr (Nightclub Sirocco Owner), Billy Gilbert (Mr. Hofsteader), Jean Hagen (Margaret Williams), Rusty Hamer (Rusty Williams), Sherry Jackson (Terry Williams), Peter Leeds (Doug Adams), Harry Ruby (se stesso), Danny Thomas (Danny Williams)

## Danny's Birthday
- Prima televisiva: 17 aprile 1956
- Diretto da:
- Scritto da:

### Trama
- Interpreti: Danny Thomas (Danny Williams), Jean Hagen (Margaret Williams), Sherry Jackson (Terry Williams), Rusty Hamer (Rusty Williams), Edgar Buchanan (capitano Critch), Ben Lessy (Benny)